# De krachtige krans
De krachtige krans is het honderdvijfentachtigste stripverhaal uit de reeks van Suske en Wiske. Het is geschreven en getekend door Paul Geerts.
Het werd gepubliceerd in TV Ekspres van 21 december 1987 tot en met 2 januari 1989. De eerste albumuitgave in de Vierkleurenreeks was in februari 1989, met albumnummer 218.

## Locaties
- Engeland, Sussex, Wilmington, Fulking met Customary Cottage, kerk met kerkhof, herberg The Hapjack Inn, huis van de Ferryolds

## Personages
- Suske, Wiske, Lambik, Jerom, tante Sidonia, mister Barbery[1] (kapper aan het hof in Engeland), professor Soerse[2] uit Parijs, sir Hanimal[3] (dierenkenner en bioloog in Siberië), madame Swis[4] uit Zwitserland (bloemenkenner), lord en lady Ferryold[5], James (butler), lord Skin-Flint[6], Big-John, Mac Neal, Long Man of Wilmington

## Het verhaal
Omdat de vrienden het onderling niet eens kunnen worden over hun vakantiebestemming, besluiten ze die te kiezen door dartpijltjes op een landkaart te gooien. Lambik gooit het pijltje bij Brighton in Sussex (Engeland) en de vrienden vertrekken daarheen. Lambik blijft nog even thuis achter om wat klusjes te doen. Hij vindt tijdens de werkzaamheden een boek over spoken in kastelen en grote huizen in Sussex. De anderen hebben intussen Customary Cottage in Fulking gehuurd. Lambik is bezorgd na wat hij over Sussex heeft gelezen en gaat met de auto de rest opzoeken. Hij rijdt onderweg langs de “Long Man” van Wilmington.
Lambik krijgt een klapband, waarna hij besluit om bij een verlaten huis hulp te vragen. Dan komt hij in een roze wolk terecht en zijn auto verandert in een paard. Lambik komt in het jaar 1830 terecht, waarna de wolk verdwijnt richting Fulking. De vrienden komen in dezelfde roze wolk terecht. Eenmaal in het jaar 1830 weten ze nog wel van zichzelf en elkaar wie ze zijn, maar ze hebben het idee altijd al in deze tijd te hebben geleefd. In de krant lezen ze dat er in de omgeving de laatste tijd vier bekende personen zijn verdwenen. 
Lambik komt ondertussen bij een groot huis van een rijke familie. In de tuin staan vier standbeelden. Lambik wordt door de butler, James, bij het echtpaar Ferryold binnen gelaten. Ze laten hem plaatsnemen in een stoel waarin hij recht tegenover het portret van de grootoom van lord Ferryold zit: een zeer rijke en vrekkige man genaamd Skin-Flint, die de bijzondere gave had om iedereen zijn wil op te leggen enkel met zijn dwingende blik. Deze gave is na Skin-Flints dood overgegaan op zijn schilderij. Om Skin-Flint weer tot leven te wekken zijn er vijf basissymbolen nodig, waarvan de Ferryolds er vier nu al hebben: een haarlok van koning George IV die is gebracht door de kapper Barbery (macht), een flesje water uit de zuiverste bron ter wereld dat is gebracht die is gebracht door professor Soerse (leven), een hoektand van een Siberische tijger die is gebracht door de bioloog Hanimal (kracht) en de edelweiss die is gebracht door de schoonheidsspecialiste Swis (schoonheid). Deze vier mensen hebben als dank van de Ferryolds elk hun eigen standbeeld gekregen,  al is op dat moment nog onduidelijk wat daarmee precies wordt bedoeld. Lambik moet voor de Ferryolds nu het laatste symbool, het licht, zien te bemachtigen en daarmee de "krachtige krans" compleet maken. Hij zal als beloning ook een standbeeld krijgen. Lord Ferryold vertelt Lambik tevens dat hij een helper zal krijgen. 
Wanneer de vrienden met een koets op zoek zijn naar Lambik en onderweg picknicken bij de Long Man, komt deze tot leven. Hij vangt Wiske, maar de vrienden weten haar te bevrijden en vluchten in een roeibootje weg, daar de Long Man hen in het water niet kan achtervolgen omdat zijn lichaam dan oplost. 

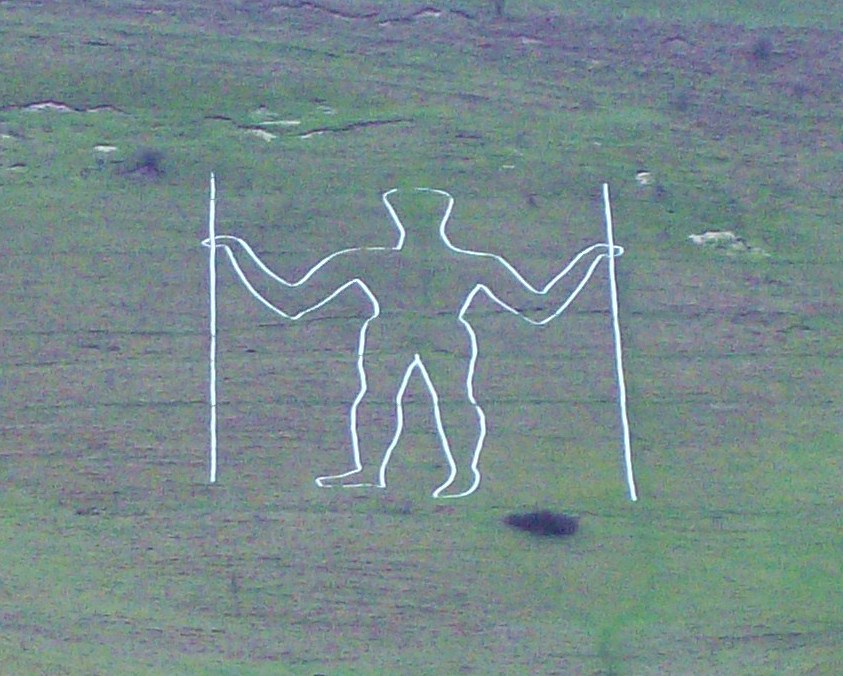
De "Long Man of Wilmington"; in De krachtige krans komt de hier uitgebeelde figuur tijdelijk tot leven

Lambik wordt ondertussen naar de zeven gezusters gestuurd. Zijn helper blijkt de Long Man te zijn. Lambik komt bij de krijtrotsen terecht. Daar staat een oude vrouw, "Zuster Zeven", die de schepen in de buurt waarschuwt. In haar hand houdt ze een lantaarn die nooit dooft. Haar zes zussen zijn allemaal overleden en zij heeft nu in haar eentje de zware taak om elke nacht met de lamp op de rotsen te staan. Lambik biedt nu aan om een vuurtoren te bouwen, in ruil voor het nooit dovende licht dat ze dan toch niet meer nodig heeft. Zuster Zeven heeft nog één andere wens: ooit nog haar zoon terug te zien, die als jongeman bij haar wegtrok met de belofte later rijk te zullen terugkeren. Ze heeft echter geen idee meer waar hij nu is. 
De vrienden komen ’s nachts bij een kerk op een kerkhof terecht. Dan zien ze Lambik voorbijrijden op een paard. Hij heeft het licht gekregen nadat hij de vuurtoren heeft gebouwd, maar Lambik ziet de anderen nu niet; hij is nog steeds in de macht van het echtpaar Ferryold. Lambik raakt even later slaags met klanten van The Hapjack Inn, die hem opsluiten in een schapenstal. Lambik wordt bevrijd door de Long Man, die hem naar de Ferryolds brengt. Daar wordt Lambik eerst verwelkomd, waarna hij pas beseft wat er allemaal is gebeurd. Lambik verandert nu ook in een standbeeld, als laatste slachtoffer van de Ferryolds en Skin Flint. De vijf symbolen zijn bijeengebracht.
Als de vrienden ook in de The Hapjack Inn komen, horen ze daar over Lambiks eerdere bezoek. Ze blijven die nacht in de herberg en gaan dan naar het landgoed van de Ferryolds. Ze zien de standbeelden van de vier eerder betoverde mensen, met nu ook Lambik ertussen. Die avond wordt Lord Skin-Flint middels een ritueel wordt weer tot leven gebracht, en verklaart dat hij ongenadig over de streek zal regeren. Lord Skin-Flint beschikt ook over magische krachten en hij lijkt hierdoor onverslaanbaar, zelfs Jerom kan hem niet de baas. Hij en Lord en Lady Ferryold worden echter overwonnen dankzij het zonlicht; hierdoor vergaan ze alle drie binnen enkele ogenblikken tot stof en as. Skin-Flint roept voordat hij verdwijnt nog dat de standbeelden nooit meer tot leven kunnen worden gewekt; hiermee heeft hij zijn wraak. In een doosje vindt Wiske echter een stuk perkament waarin staat dat als vijf witte vogels vijf keer om de standbeelden vliegen, de betovering verbroken zal worden. James blijkt zijn duiven afgericht te hebben en laat ze om de standbeelden heen vliegen. De vijf standbeelden veranderen weer in levende mensen. 
De vrienden vragen zich af hoe het nu verder moet met James, die zelf vertelt dat hij zijn moeder ooit beloofde rijk te zullen terugkomen. Lambik beseft dat James de zoon van Zuster Zeven moet zijn, en hij brengt de twee weer samen. Omdat de Ferryolds geen rechtmatige erfgenamen hadden, worden James en Zuster Zeven nu de nieuwe bewoners van het vrijgekomen huis.
De vrienden komen weer terecht in de roze wolk die hen terugbrengt naar hun eigen tijdperk. Van het gebeurde weten ze weinig meer, ze hebben het idee dat ze allemaal tegelijk dezelfde droom hebben gehad. Bij het huurhuisje vliegen een paar duiven rond die een bedankkaartje van James en zijn moeder vasthouden.

## Achtergronden
- De "typisch Engelse" horror en mystiek in dit verhaal zijn elementen die ongebruikelijk zijn in de overwegend voor kinderen bedoelde Suske en Wiske-verhalen.
- Op het titelblad van De krachtige krans staat voor het eerst in de serie expliciet de naam van Paul Geerts vermeld als scenarist en tekenaar. Geerts was echter al vanaf 1972 de enige eindverantwoordelijke voor de strip, als eerste opvolger van Willy Vandersteen.[7]
- De manier waarop Skin-Flint en de Ferryolds aan hun eind komen vertoont een opvallende overeenkomst met de dood van Donovan in Indiana Jones and the Last Crusade, een film van Steven Spielberg die in hetzelfde jaar uitkwam als dit Suske en Wiske-verhaal. Rechtstreekse aanwijzingen dat Geerts hieruit inspiratie haalde, ontbreken echter.

## Vertaling
Het verhaal is ook in het Engels uitgegeven in de Spike & Suzy-reeks, onder de titel The Circle of Power.